# Pinacoteca comunale Attilio Moroni
La Pinacoteca comunale Attilio Moroni è il museo comunale di Porto Recanati che conserva nel palazzo del Castello svevo, costruito nella prima metà del XIII secolo, le collezioni della città. Gran parte delle opere furono donate alla città da Attilio Moroni, che permise così l'istituzione della nuova pinacoteca.

## Storia

### Attilio Moroni collezionista e mecenate
Uomo dal forte approccio mecenate, il magnifico rettore Attilio Moroni prestò in vita il proprio lavoro sia alla costituzione del Museo diocesano di Recanati, il primo delle Marche nel suo genere, sia alla raccolta di opere grafiche dell'università, oggi raccolte nel Fondo Moroni - Arte Contemporanea in Università.
Mecenate e collezionista egli stesso, in vita dispose che la parte più consistente del proprio collezione venisse donata al comune di Porto Recanati, andando così a costituire la gran parte della collezione permanente della pinacoteca comunale della città che in seguito prese il suo nome.

### Nascita della pinacoteca
In seguito alla morte di Moroni, avvenuta nel 1986, la nuova pinacoteca fu allestita nelle sale superiori del Castello svevo, seguendo i criteri con cui fu raccolta e le indicazioni da lui fornite. La pinacoteca comunale Attilio Moroni inaugurò negli anni novanta, divenendo così un punto di riferimento per l'arte moderna e contemporanea della regione.

## Collezione
- Leonardo Bazzaro
- Biagio Biagetti
- Remo Brindisi
- Vittorio Corcos
- Giovanni Costa
- Adolfo De Carolis
- Giuseppe De Nittis
- Filippo De Pisis
- Felice Casorati
- Giovanni Fattori
- Luca Giordano (attribuzione)
- Vincenzo Irolli
- Silvestro Lega
- Antonio Mancini
- Carlo Maratta (attribuzione)
- Domenico Morelli
- Cesare Peruzzi
- Luca Postiglione
- Salvatore Postiglione
- Jusepe de Ribera detto lo Spagnoletto (attribuzione)
- Ottone Rosai
- Rosso Fiorentino (attribuzione)
- Gino Severini
- Renato Signorini
- Ardengo Soffici